# Torre de L'Oró
La torre de l’Oró de Lucena del Cid, en la comarca del Alcalatén, provincia de Castellón, es una torre de origen árabe situada a unos 400 metros al sur de la población catalogada de modo genérico de Bienes de Interés Cultural, con código: 12.04.072-003

## Descripción histórico-artística
Pese a que en la actualidad tan solo se conservan 15 metros de altura de la Torre, se considera que su tamaño original podía haber alcanzado unos 45 metros aproximadamente
Presenta planta cilíndrica, y hasta principios del siglo XX debió conservar su altura original, la cual era necesaria para realizar sus labores de vigilancia de las entradas al pueblo, de las que su situación le permite tener una gran perspectiva salvo en la zona nororiental.
Su sobrenombre “el Fuerte” se debe a que durante el transcurso de la Primera Guerra Carlista se convirtió en el fuerte fusilero que defendía la población de los guerrilleros partidarios del Pretendiente. La participación de la población en favor de la reina, hicieron que la población de Llucena recibiera el título de "Heroica Villa" que aún puede verse en la cartela de sus armas.